# 문어와 해녀
《어부의 아내의 꿈》(The Dream of the Fisherman's Wife)은 일본의 화가 가쓰시카 호쿠사이의 우키요에 목판화이다. 1814년 출판된 세 권 분량의 염본 《희능회지고진통》(喜能会之故真通, きのえのこまつ)에 수록된 춘화로, 호쿠사이가 그려낸 춘화 중에서 가장 유명하다. 일본 예술에서 대중적인 주제를 활용하며,두 마리 문어에 휘감긴 채 성적인 쾌락을 느끼는 모습을 묘사한 작품이다.

## 역사와 묘사
《문어와 해녀》는 에도 시대 1814년 세 권으로 출판된 우키요에 양식의 춘화 작품집 《희능회지고진통》에 수록된 작품 중에서 가장 유명한 그림이다. 호쿠사이의 가장 유명한 춘화 도안인 이 그림은 해녀로 보이는 여성이 문어 두 마리의 촉수로 휘감긴 모습을 묘사한다. 두 연체동물 중 커다란 문어는 여성에게 커닐링구스를 하고 있고, 아들인 작은 문어는 좌측에서 입과 왼쪽 유두를 애무하며 보조하고 있다. 그림 위쪽에 쓰인 글은 여성과 문어가 서로 만나면서 느낀 성적인 쾌락을 표현하는 내용이다.
이 작품은 제목 없이 출판되었는데, 일본에서는 보통 《타코토아마》로 알려져 있으며, 영어로는 다양하게 번역되었다. 리차드 더글라스 랜은 이 작품을 Girl Diver and Octopi라고 불렀으며, 마티 포러는 Pearl Diver and Two Octopi, 다니엘 탈러리코는 Diver and Two Octopi라고 불렀다. 펼친 책의 크기는 6½" × 8¾" (16.51 cm × 22.23 cm)이다.

## 참고 문헌
- Forrer, Mathi (1992). Hokusai: Prints and Drawings.
- Lane, Richard (1978). Images from the Floating World, The Japanese Print. Oxford: Oxford University Press. ISBN 978-0-19-211447-1; OCLC 5246796
- Talerico, Danielle (2001). “Interpreting Sexual Imagery in Japanese Prints: A Fresh Approach to Hokusai’s Diver and Two Octopi”. In Impressions, The Journal of the Ukiyo-e Society of America, Vol. 23.
- Uhlenbeck, Chris; Margarita Winkel; Ellis Tinios; Amy Reigle Newland (2005). 《Japanese Erotic Fantasies: Sexual Imagery of the Edo Period》. Hotei. ISBN 90-74822-66-5.